# Tray Boyd
Tray Boyd III (Memphis, 8 dicembre 1998) è un cestista statunitense.